# Судзуки, Ан
Ан Судзуки (яп. 鈴木杏 Судзуки Ан, англ. Anne Suzuki, род. 27 апреля 1987 в Токио) — японская актриса.

## Биография
Будучи моделью с трёхлетнего возраста, Ан получила свою первую значимую роль в 12 лет в фильме «Заснеженные кедры» с Итаном Хоуком. А в 2002 году она снялась в главной роли вместе с Такэси Канэсиро в фантастическом боевике «Пришелец из будущего», за что получила премию лучшему дебютанту на 26-й ежегодной церемонии Japan Academy Awards. Из других примечательных фильмов с её участием можно отметить роль Ханы в фильме режиссёра Синдзи Иваи «Хана и Алиса» и роль Нацуки Моги в гонконгском гоночном фильме «Initial D», снятом по одноимённым манге и аниме. Также Ан озвучила главного героя в аниме «Стимбой» и снялась в фильме Такэси Китано «Банзай, режиссёр!».
Что касается телевидения, то здесь Ан заявила о себе ещё раньше, когда в 1997 году сыграла одну из главных ролей в сериале «Синяя птица» (Aoi Tori). За эту работу она получила престижную телепремию Японии Television Drama Academy Awards в категории «Лучший дебютант».

## Фильмы
| Год  | Русское название            | Оригинальное название               | Альтернативное название                           | Персонаж              | Режиссёр             |
| ---- | --------------------------- | ----------------------------------- | ------------------------------------------------- | --------------------- | -------------------- |
| 1999 | Заснеженные кедры           | Snow Falling on Cedars              |                                                   | Хацуэ Имада в детстве | Скотт Хикс           |
| 2000 | Шалопаи                     | ジュブナイル (Jubunairu)            | Juvenile                                          | Мисаки Киносита       | Такаси Ямадзаки      |
| 2002 | Пришелец из будущего        | リターナー (Ritānā)                 | Returner                                          | Милли                 | Такаси Ямадзаки      |
| 2003 | Синий свет                  | 青の炎 (Ao no Honō)                 | The Blue Light                                    | Харука Кусимори       | Юкио Нинагава        |
| 2003 | Дитя луны                   | MOON CHILD                          | Moon Child                                        | Хана                  | Такахиса Дзэдзэ      |
| 2003 | 9 Душ                       | ナイン・ソウルズ (Nain souruzu)     | 9 Souls                                           | Ганко                 | Тосиаки Тоёда        |
| 2004 | Хана и Алиса                | 花とアリス (Hana to Arisu)          | Hana and Alice                                    | Хана Араи             | Синдзи Иваи          |
| 2005 | Висячий сад                 | 空中庭園 (Kūchū teien)              | Hanging Garden                                    | Мана Кёбаси           | Тосиаки Тоёда        |
| 2005 | Экстремальные гонки (фильм) | Initial D 頭文字D (Tau man ji D)    | Initial D - Drift Racer Tou wen zi di Inisharu Dī | Нацуки Моги           | Эндрю Лау и Алан Мак |
| 2007 | Kisshô Tennyo               | 吉祥天女 (Kisshō Tennyo)            |                                                   | Саёко Кано            | Атару Оикава         |
| 2007 | Банзай, режиссёр!           | 監督・ばんざい! (Kantoku · Banzai!) | Glory to the Filmmaker!                           | Кимико Коэндзи        | Такэси Китано        |
| 2007 | Цубаки Сандзюро             | 椿三十郎 (Tsubaki Sanjūrō)          | Sanjūrō                                           | Тидори                | Ёсимицу Морита       |
| 2012 | Кавардак                    | ヘルタースケルター (Helter Skelter) | Helter Skelter                                    | Куми Хосуда           | Мика Нинагава        |

## Теледрамы
- 2009 — Haken no Oscar (NHK)
- 2009 — Harukanaru Kizuna (NHK)
- 2008 — Room of King (Fuji TV)
- 2005 — Start Line (Fuji TV)
- 2005 — Ganbatte Ikimasshoi (KTV)
- 2005 — Yonimo Kimyona Monogatari Chikuri netto (Fuji TV)
- 2003 — Stand Up!! (TBS)
- 2002 — Akahige (TBS)
- 2001 — Kindaichi Shonen no Jikenbo 3 (NTV)
- 2001 — Kamisama no itazura (Fuji TV)
- 2000 — Rokubanme no Sayoko (NHK)
- 1999 — Yonigeya honpo (NTV)
- 1998 — Akimahende (TBS)
- 1997 — Aoi Tori (TBS)
- 1997 — Gift (Fuji TV)
- 1996 — Kindaichi Shonen no Jikenbo 2 (NTV)

## Аниме
- 2004 — Стимбой / Steamboy
- 2001 — Pocket Monsters: Selebi’s Encounter Through Time

## Театр
- 2009 — The Miracle Worker (Энн Салливан)
- 2004 — Ромео и Джульетта (Джульетта)
- 2003 — Гамлет (Офелия)
- 2003 — The Miracle Worker (Хелен Келлер)

## Награды
- 26th Japanese Academy Awards: Лучший дебютант (2003) — Пришелец из будущего
- 5th Young Star Awards: Лучшая молодая актриса (2000) — Заснеженные кедры
- 15th Television Drama Academy Awards: Лучший дебютант (1997) — Aoi Tori

## Внешние ссылки
- Ан Судзуки (англ.) на сайте Internet Movie Database
- Ан Судзуки (англ.) в энциклопедии персоналий сайта Anime News Network